# Ondres
Ondres település Franciaországban, Landes megyében. Lakosainak száma 6194 fő (2022. január 1.). Ondres Labenne, Saint-Martin-de-Seignanx és Tarnos községekkel határos.

## Népesség
A település népességének változása:
| Lakosok száma | 1523 | 2704 | 3100 | 4244 | 4753 | 5069 | 5358 | 5520 | 5519 | 6194 |
|               | 1968 | 1982 | 1990 | 2006 | 2013 | 2015 | 2017 | 2019 | 2020 | 2022 |